# Estrella octángula
| Estrella octángula                                                    | Estrella octángula                                                                 |
| --------------------------------------------------------------------- | ---------------------------------------------------------------------------------- |
| Visto como un compuesto de dos tetraedros regulares (rojo y amarillo) |                                                                                    |
| Tipo                                                                  | Compuesto regular                                                                  |
| Símbolos de Coxeter                                                   | {4,3}[2{3,3}]{3,4}                                                                 |
| Símbolos de Schläfli                                                  | {{3,3}} a{4,3} ß{2,4} ßr{2,2}                                                      |
| Diagramas de Coxeter-Dynkin                                           | ∪ ·                                                                                |
| Núcleo de la estelación                                               | Octaedro                                                                           |
| Envolvente convexa                                                    | Cubo                                                                               |
| Indíce                                                                | UC4, W19                                                                           |
| Poliedros                                                             | 2 tetraedros                                                                       |
| Caras                                                                 | 8 triángulos                                                                       |
| Aristas                                                               | 12                                                                                 |
| Vértices                                                              | 8                                                                                  |
| Dual                                                                  | Autodual                                                                           |
| Grupo de simetría Grupo de Coxeter                                    | Oh, [4,3], orden 48 D4h, [4,2], orden 16 D2h, [2,2], orden 8 D3d, [2+,6], orden 12 |
| Subgrupo restringido a un constituyente                               | Td, [3,3], orden 24 D2d, [2+,4], orden 8 D2, [2,2]+, orden 4 C3v, [3], orden 6     |

La estrella octángula de Kepler, o stella octangula en latín, como el mismo Kepler la denominó, es un poliedro formado por la composición de dos tetraedros regulares. La estrella octángula también puede ser descrita como la única estelación posible del octaedro, o el análogo tridimensional del hexagrama. Este cuerpo geométrico fue representado en la obra "De divina proportione", de Luca Pacioli, escrita en 1509 y también por Leonardo Da Vinci alrededor de 1500.
La estrella octángula (también conocida como octaedro estrellado) es idéntica en el exterior al octaedro octaumentado. Sin embargo, este último difiere en que no contiene autointersecciones, teniendo en sus lugares aristas extra. Contiene 24 caras, 36 aristas y 14 vértices. Si se definen ambos poliedros solo por el espacio que cubren entonces no hay una diferencia y se pueden tratar como el mismo poliedro.

## Características

### Definición

Representación de una estrella octángula

La estrella octángula se puede definir basándose en varias cualidades:
- Es la composición de dos tetraedros.
  - Esto implica que es el análogo tridimensional del hexagrama. En lugar de componer dos triángulos compone dos tetraedros.
  - Los tetraedros también pueden ser descritos como antiprismas digonales.
- Es la única estelación del octaedro.
- Es un facetado del cubo, es decir, es una modificación del cubo en la posición de sus aristas sin modificar los vértices.
- Es el antiprisma tetragrámico {4/2}.

Las siguientes cualidades corresponden al octaedro octaumentado:
- Un octaedro aumentado en todos sus lados por pirámides regulares.
- La segunda iteración de un copo de nieve de Koch tridimensional.
- Uno de los desarrollos de una pirámide octaédrica.

|  |  |  |

## Construcción
Las coordenadas cartesianas del octaedro estrellado son las siguientes:
(±1/2, ±1/2, 0)
(0, 0, ±1/√2)
(±1, 0, ±1/√2)
(0, ±1, ±1/√2)
El octaedro estrellado se puede construir de varias maneras:
- Es una estelación del octaedro, compartiendo los mismos planos de cara. (Véae Modelo de Wenninger W19)

| En perspectiva | Desarrollo | La única estelación de un octaedro regular, con un plano de estelación en amarillo. |

- También es un politopo compuesto regular, cuando se construye como la unión de dos tetraedros regulares (un tetraedro regular y su tetraedro dual).
- Se puede obtener como un aumento (aunque no es un sólido de Johnson, al no ser convexo) del octaedro normal, añadiendo pirámides tetraédricas en cada cara. En esta construcción tiene la misma topología que uno de los sólidos de Catalan convexos, el triaquisoctaedro, que tiene pirámides mucho más cortas.
- Es un facetado del cubo, compartiendo la disposición de vértices.
- Se puede ver como {4/2} antiprisma; siendo {4/2} un tetragrama, un compuesto de dos dígonos duales, y el tetraedro visto como un antiprisma digonal, lo que puede verse como un compuesto de dos disfenoides.
- También puede verse como un desarrollo de una pirámide octaédrica de cuatro dimensiones, que consiste en un octaedro central rodeado por ocho tetraedros.

### Características
Hay dos posiciones diferentes para incluir un tetraedro en un cubo de manera que ambos compartan los vértices, y la composición de ambos forma la estrella octángula. Las aristas de los tetraedros colocados en ambas posiciones son perpendiculares entre sí, pues estas coinciden con cada una de las diagonales de las caras del cubo. Las tres secciones cuadradas de cada tetraedro coinciden.
El volumen del cubo necesario para incluir un tetraedro en la forma descrita es el triple que el del tetraedro, pero, sin embargo, como los dos tetraedros que forman la estrella octángula tienen un núcleo común (su sólido común es un octaedro de arista mitad que la de los tetraedros) el volumen de la estrella octángula suma menos de los dos tercios que el del cubo que la incluye; concretamente la mitad.
El octaedro octaumentado es topológicamente similar al triaquisoctaedro, uno de los sólidos de Catalan, aunque este es convexo y sus vértices están a diferentes distancias del centro en relación con los de la estrella octángula.

## Relación con otras áreas

### Química
Hoy en día se reconoce este cuerpo geométrico como componente de metalo-enzimas que contienen hierro (Fe4) como la hidrógeno-reductasa (E.C. 1.18.99.1). Mediante cálculos teóricos se explica que la geometría de la "stella octangula" de hierro (Fe4S4) cambia al agregarle electrones a este cúmulo metálico (clúster). La forma encontrada experimentalmente mediante difracción de rayos-X, es la de un tetraedro de hierro (Fe4) coronado por cuatro átomos de azufre (S4) provenientes de cuatro cisteínas de la enzima.

## En la cultura popular

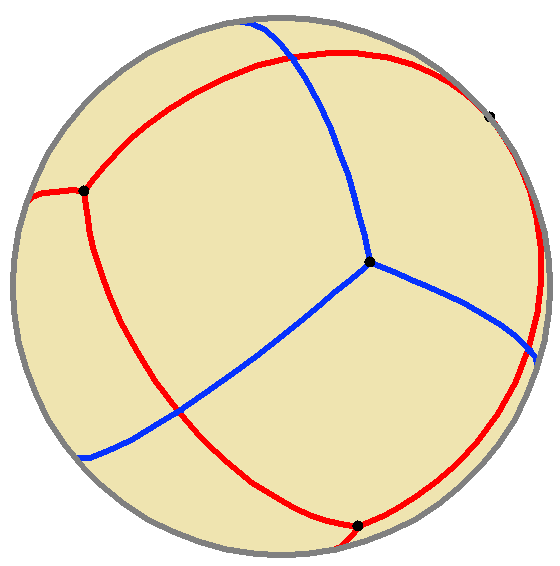
Como un poliedro esférico, las aristas comunes en el compuesto de dos tetraedros forman un rombododecaedro

El octaedro estrellado aparece con varios otros poliedros y compuestos poliédricos en el grabado de M. C. Escher "Stars", y la forma central aparece en la obra Double Planetoid de (1949) del mismo autor.
El obelisco en el centro de la Plaza de Europa en Zaragoza, España, está rodeado por doce farolas octaédricas estrelladas, en forma de una versión tridimensional de la bandera de Europa.
Algunos místicos modernos han asociado esta forma con el "merkaba", que según ellos es un "campo de energía contrarrotante" llamado así por una antigua palabra egipcia. Sin embargo, la palabra "merkaba" es en realidad un término hebreo, y más propiamente se refiere a un carro de guerra en las visiones del profeta Ezequiel.
También se ha señalado con frecuencia el parecido entre esta forma con la estrella de David bidimensional.
Mencionado constantemente en el álbum e incluido en la portada de arte de Hawaii part: II por Joe Hawley